# Alexander Gagel
Alexander Gagel (* 12. Februar 1933 in Leipzig; † 10. Mai 2019) war ein deutscher Jurist.

## Leben
Alexander Gagel nahm 1953 ein rechtswissenschaftliches Studium in Göttingen und Berlin auf, welches er 1957 erfolgreich abschloss. Einer bis 1958 währenden Tätigkeit als Assistent am Institut für Arbeitsrecht an der Universität Heidelberg, während der er dort 1963 promoviert wurde, folgte die Anstellung in einer arbeitsrechtlich ausgerichteten Anwaltspraxis. Von Juli 1963 bis 1970 war er Richter am Sozialgericht Kassel. Im Laufe dieser Zeit wurde er für ein Jahr als wissenschaftlicher Mitarbeiter an das Bundessozialgericht (BSG) abgeordnet. 1970 wurde er zum Direktor des Sozialgerichts Wiesbaden bestellt. Dem folgte im Februar 1974 die Ernennung zum Richter am BSG. Beim BSG war er dem 7. Senat zugeordnet und befasste sich somit mit den Rechtsfragen des Arbeitsförderungsrechts. Seine weiteren Stationen am BSG waren der für Beitragsstreitigkeiten zuständige 12. Senat und der 11. Senat, in dem er sich ab 1989 als stellvertretender Vorsitzender erneut mit den Rechtsproblemen des Arbeitsförderungsrechts auseinandersetzte. Im Januar 1991 übernahm er eine neue Aufgabe, als er nunmehr im für das Rentenversicherungsrecht zuständigen 13. Senat Recht sprach. Zeitgleich wurde er zum Vorsitzenden Richter ernannt. Zum 1. März 1998 trat er in den Ruhestand.
Überdies publizierte Gagel umfangreich zum Arbeitsförderungsrecht. Die Martin-Luther-Universität Halle-Wittenberg verlieh Gagel im Oktober 2010 die Ehrendoktorwürde.